# La’Isha
LaʾIsha (hebräisch לָאִשָּׁה laʾIššah, deutsch ‚Für die Frau‘) ist ein israelisches Frauenmagazin. Das Magazin erscheint wöchentlich seit 1947 und gehört der Jediʿot-Gruppe. Seit 1950 zeigt La'Isha die Miss Israel aus dem Beauty contest.